# The Revolution: A Manifesto
The Revolution: A Manifesto (La revolución: un manifiesto) es un superventas (#1 en la lista del New York Times) escrito por el congresista republicano Ron Paul. Según Paul, el libro está basado en notas escritas por el mismo durante su campaña presidencial 2008.
El eslogan del libro, es: "Dr. Paul cured my apathy," says a popular campaign sign. THE REVOLUTION may cure yours as well. 
(En español: "El Dr. Paul curó mi apatía," dice un cartel popular de la campaña. LA REVOLUCIÓN puede que cure la tuya también.)

## Recepción
Tras su lanzamiento, el libro se trasladó a la cima de varias listas best seller. Era uno de los 10 Top best sellers de Amazon, y su #1 en ventas de todos los libros de política, y se volvió su #1 en ventas entre todas las categorías. Revolution debutó en el puesto #7 en la lista best seller no-ficción del New York Times y en el puesto #2 de su lista de best sellers de libros de política por el periodo del 12 de abril al 3 de mayo de 2008; algunas librerías informaron haber recibido pedidos en grandes cantidades. Se volvió #1 en la lista no-ficción durante la semana del 18 de mayo de 2008. El libro pasó su tercera semana como #7 en la lista de best sellers de Times, su cuarta como #5, su quinta semana como #8 y su sexta semana como #10. En su séptima y octava semana estaba en el puesto #13 de la lista. Tomó una fuerte caída en su novena semana cayendo al puesto #22 en la lista de best sellers de New York Times y en su décima semana se mantuvo estable en el puesto #23. A partir del 3 de agosto de 2008, el libro está ubicado en el puesto #24 de la lista best seller del New York Times. En la semana del 15 de septiembre, The Revolution regresó al puesto #10 en la lista best seller del New York Times para luego volver a caer al puesto #27 la semana siguiente.